# Walter Percival Wright
Pour les articles homonymes, voir Walter Wright et Wright.
Walter Percival "Percy" Wright (19 mars 1909-1er septembre 1992) est un homme politique canadien de la Colombie-Britannique. Il est député provincial créditiste de la circonscription britanno-colombienne de Victoria City de juin à octobre 1953.
Élu lors de l'élection générale de juin 1953, il ne siège pas et démissionne en octobre pour fournir un siège au ministre des Finances Einar Maynard Gunderson. Néanmoins, Gunderson est défait par le libéral George Thompson lors de l'élection partielle de novembre 1953.
Wright meurt à Victoria en septembre 1992 à l'âge de 83 ans.